# Евгений Фридрих Генрих Вюртембергский
Евгений Фридрих Генрих Вюртембергский (нем. Eugen Friedrich Heinrich von Württemberg; 21 ноября 1758, Шведт — 20 июня 1822, Майнинген) — принц из Вюртембергского дома.

## Биография
Евгений — младший сын герцога Фридриха Евгения Вюртембергского и его супруги Фридерики Доротеи Софии Бранденбург-Шведтской, дочери маркграфа Фридриха Вильгельма Бранденбург-Шведтского. Его старший брат — первый король Вюртемберга Фридрих I, его младшая сестра — российская императрица Мария Фёдоровна (жена императора Павла I, мать императоров Александра I и Николая I).
Воспитателем Евгения был Иоганн Георг Шлоссер, свояк Иоганна Вольфганга Гёте. Принц ещё в юности поступил на службу в прусскую армию и служил в 4-м гусарском полку в силезском Эльсе, где правила его родня. Последний герцог Карл Кристиан Эрдман Вюртемберг-Эльский завещал Евгению город и замок Карлсруэ как фидеикомисс. Замок Карлсруэ стал постоянной резиденцией принца Евгения, где по его указанию были устроены театр и придворная часовня. Евгений Вюртембергский покровительствовал композитору Карлу Марии фон Веберу, которого в сентябре 1806 года назначил капельмейстером в Карлсруэ. С 1795 года Евгений служил губернатором крепости Глогув. В битве при Йене и Ауэрштедте принц Евгений в звании генерала кавалерии командовал прусской резервной армией, которую 18 октября 1806 года под Галле разбил Карл XIV Юхан.

## Награды
- Орден Чёрного орла (1794, королевство Пруссия)[2]
- Орден Красного орла (1794, королевство Пруссия)
- Орден Святого Иоанна Иерусалимского (1795, королевство Пруссия)[3]

## Потомки
Принц Евгений женился 21 января 1787 года в Майнингене на Луизе Штольберг-Гедернской, дочери принца Кристиана Карла Штольберг-Гедернского. Луиза являлась вдовой герцога Карла Саксен-Мейнингенского. 
В браке Евгения и Луизы родились 5 детей:
- Евгений (1788—1857), женат на Матильде Вальдек-Пирмонтской, 3 детей, затем на Елене Гогенлоэ-Лангенбургской (1807—1880), 4 детей
- Луиза (1789—1851), замужем за Августом Гогенлоэ-Эрингеном (1784—1853), 4 детей
- Георг Фердинанд (1790—1795), умер в детстве
- Генрих (1792—1797), умер в детстве
- Пауль (1797—1860), женат на Марии Софии Доротее Турн-и-Таксис (1800—1870), дочери князя Карла Александра Турн-и-Таксиса, 1 сын